# Abdenasser El Khayati
Abdenasser El Khayati (Róterdam, Países Bajos, 7 de febrero de 1989) es un futbolista neerlandés que juega de centrocampista en el Kozakken Boys de la Derde Divisie de los Países Bajos. Anteriormente jugó en ADO Den Haag, Willem II, Chennaiyin FC y Mumbai City F.C

## Clubes
| Club                      | País         | Año       |
| ------------------------- | ------------ | --------- |
| F. C. Den Bosch           | Países Bajos | 2009-2010 |
| NAC Breda                 | Países Bajos | 2010-2011 |
| Olympiakos Nicosia F. C.  | Chipre       | 2012      |
| Kozakken Boys             | Países Bajos | 2014-2015 |
| Burton Albion F. C.       | Inglaterra   | 2015-2016 |
| Queens Park Rangers F. C. | Inglaterra   | 2016-2017 |
| ADO Den Haag (cedido)     | Países Bajos | 2017      |
| ADO Den Haag              | Países Bajos | 2017-2019 |
| Qatar S. C.               | Catar        | 2019-2020 |
| ADO Den Haag              | Países Bajos | 2021      |
| Willem II                 | Países Bajos | 2022      |
| Chennaiyin F. C.          | India        | 2022-2023 |
| Mumbai City F. C.         | India        | 2023-     |